# 123 آر إف
123 آر إف (بالإنجليزية: 123RF) هي شركة تقدم خدمات التصوير الفوتوغرافي ومخزون الفيديو ومخزون الموسيقى خالية من حقوق الملكية، تأسست في 2005.

## التاريخ المبكر
في السنوات القليلة الماضية، قام 123RF، بتوسيع المحفظة لخدمة السوق المتنامي لصناعة المحتوى المستند إلى الويب.
بالإضافة إلى أكثر من 170 مليون صورة في مكتبتها، تمتلك الشركة أيضًا مجموعة كبيرة من الرسومات المتجهة والأيقونات والخطوط ومقاطع الفيديو والملفات الصوتية. يتم تنفيذ التسويق بشكل أساسي من قبل حوالي 350 موظفًا من 40 مكتبًا حول العالم

### 2000
استقال المؤسس، آندي سيت، من وظيفته في شركة بريطانية كانت تبيع الصور المخزنة على أقراص مضغوطة بينما تعرض للعملاء كتالوجات مطبوعة.
أطلق آندي أعمال التجارة الإلكترونية الخاصة به من خلال إنشاء Inmagine Group، والذي باع مطبوعات صور كبيرة الحجم ممتازة، جنبًا إلى جنب مع ستيفاني سيت كمؤسس مشارك ومدير تنفيذي حالي، تعد إنماجين جروب واحدة من شركات التكنولوجيا القليلة التي تم إطلاقها عالميًا من آسيا.

### 2005
في عام 2005، أنشأ 123RF، والذي يقدم صورًا ومقاطع فيديو ومقاطع صوتية خالية من حقوق الملكية، من 1 دولار أمريكي فقط إلى 3 دولارات أمريكية لكل قطعة، على عكس نموذج الأعمال السابق، يسمح 123RF للمصورين في جميع أنحاء العالم ببيع أعمالهم على المنصة بنموذج خالٍ من حقوق الملكية.

### 2020
أكدت الشركة أنها تعرضت لخرق للبيانات، مع 8.3 مليون سجل عميل من الاختراق متاحة للبيع على الويب المظلم .